# Khark 5
Die Khark 5 war ein iranischer Rohöltanker, der am 19. Dezember 1989 rund 400 Seemeilen nördlich der Kanarischen Inseln explodierte.

## Geschichte

### Die Havarie
Der Tanker befand sich im Dezember 1989 mit einer Ladung von etwa 250.000 Tonnen Rohöl der Sorte Iranian Heavy Crude auf der Reise von der im Persischen Golf gelegenen Insel Charg zu seinem Bestimmungshafen Europoort/Rotterdam. Am 19. Dezember befand sich das Schiff in einem Schlechtwettergebiet auf der Position 34° 32′ N, 19° 34′ W etwa 185 Seemeilen vor der marokkanischen Nordwestküste und rund 400 Seemeilen nördlich der Kanarischen Inseln, als sich eine oder mehrere Explosionen auf dem Schiff ereigneten, die unter anderem ein 20 × 30 Meter großes Loch in die Außenhaut der Backbordseite des Tankers rissen. Der Tanker geriet daraufhin in Brand. Die 32-köpfige Besatzung verließ das Schiff und wurde vom sowjetischen Schiff Sarny aufgenommen. Der brennende Tanker trieb durch die Meeresströmung in Richtung der Kanaren und verlor beständig eine große Menge Öl.

### Auslöser der Explosion
Das Tankschiff gehörte der staatlichen iranischen Ölgesellschaft und besaß eine Inertgasanlage. Während des Golfkriegs war es dreimal beschädigt worden, mindestens einmal durch den Angriff mit einer Exocet-Rakete. Die Wartung und Konservierung wurde in den Kriegsjahren auf Notwendiges minimiert. Die Reederei machte später eine losgerissene Gangway an Deck des Schiffes als auslösendes Element für die erste Explosion verantwortlich. Diese ereignete sich aller Wahrscheinlichkeit nach in einem der Ballasttanks auf der Backbordseite, riss ein Loch von 20 × 30 Metern in die Außenhaut und zerstörte einen Teil der inneren Schiffsverbände. Betroffen waren ein backbordseitiger Doppelbodenballasttank, der Backbord-Ballast-Seitentank und die umliegenden Verbände. Laut Embiricos war eine durch Korrosion und Rissbildung ausgelöste Ölleckage in die nicht inertisierten Ballasttanks der wahrscheinlichste Auslöser der Explosion. Die Erklärung des Schiffseigners schien auch laut CTX unwahrscheinlicher, da die abgerissene Gangway eine drei Zentimeter dicke Stahlhülle des Rumpfes kaum durchdringen konnte, sie hätte jedoch einen Zündfunken für aus dem Ballasttank ausgetretenes brennbares Gasgemisch liefern können.

### Die Bergungsreise
Das niederländische Bergungsunternehmen Smit schloss mit dem Schiffseigner einen Vertrag nach Lloyd’s Open Form (LOF). Den Niederländern gelang es am 22. Dezember, das Feuer zu löschen, es dauerte aber aufgrund des schlechten Wetters und der schweren Seegangsbedingungen mit rund drei Metern hohen Wellen noch bis zum 1. Januar 1990, bis der Havarist in Schlepp genommen werden konnte. Das Explosionsloch auf der Backbordseite wurde daraufhin provisorisch repariert. Da sowohl Marokko als auch Spanien ein Befahren ihrer Hoheitsgewässer verboten, konnte das Bergungsunternehmen den Tanker nicht in die landgeschützte ruhigere See bringen, um die noch im Schiff befindlichen rund 200.000 Tonnen Öl dort zu leichtern. So nahm der Schleppzug mit dem Tanker, aus dem unvermindert Öl ausfloss, südlichen Kurs auf die portugiesische Insel Madeira, um dort eine Möglichkeit zu suchen, das Öl aus dem schwerbeschädigten Schiff abzupumpen. Bei der Schleppreise sprühten Flugzeuge Chemikalien auf den Ölteppich, während ein spanisches Kriegsschiff sicherstellte, dass sich der Schleppzug den Kanarischen Inseln nicht näher als auf 200 Seemeilen näherte. Die portugiesischen Behörden verweigerten dem Schleppzug ebenfalls die Erlaubnis, die Hoheitsgewässer um Madeira zu befahren. Danach verbot der Senegal den Eintritt in seine Gewässer und auch die Regierung der Kapverdischen Inseln erteilte keine Erlaubnis zum Befahren ihrer Hoheitsgewässer.
Nachdem am 27. Januar ein weiterer größerer Ölaustritt infolge geplatzter Ölleitungen erfolgt war, gelang es den Bergern nach nahezu eineinhalb Monaten schließlich rund 250 Seemeilen westlich von Sierra Leone mit dem Öltransfer zu beginnen. Das Schiff hatte zu diesem Zeitpunkt etwa 70.000 Tonnen Rohöl verloren. Die Khark 5 wurde nach erfolgreich durchgeführtem Öltransfer wieder flottgemacht und fuhr aus eigener Kraft nach Griechenland zur Reparatur. Der Gesamtbergewert belief sich auf etwa 65 Millionen Gulden, der ausgezahlte Bergelohn auf etwa 18 Millionen Gulden. Bei einem frühzeitigen Einbringen des Schiffes Ende Dezember/Anfang Januar, so kalkulierte das Bergungsunternehmen, würde sich die Summe auf lediglich 10 Millionen Gulden belaufen haben.

### Folgen
Die Khark 5 hatte etwa 250.000 Tonnen geladen, von denen etwa 70.000 Tonnen ausflossen, ein Großteil davon in der Zeit kurz nach der Explosion. 14 Flugzeuge und sieben Boote waren mit dem Aufbringen von Lösungsmitteln beschäftigt. Die französische Regierung ließ einige Gebiete durch eine mit Side-Looking-Airborne-Radar (SLAR) und Infrarotsensoren ausgerüsteten Cessna überfliegen. Repräsentanten der ITOPF überflogen den Havaristen von London kommend am 21. und 24. Dezember. Sie berichteten nur noch von kleineren Ölaustritten. Ab dem 29. Dezember führte die ITOPF Überflüge von Marokko durch und fand heraus, dass sich der Ölteppich in einer Südwestdrift entlang der Küste bewege, ohne diese jedoch zu erreichen. Der Ölteppich bewegte sich in den ersten Januartagen bis etwa zwölf Seemeilen vor die marokkanische Küste, bevor er sich aufgelöst hatte. Es wurde angenommen, dass rund drei Viertel des Öls verdunstet seien und der Rest im Wasser aufgelöst wurde.

## Verbleib
Da Schiff wurde als Koohrang im September 2001 in Gadani in Pakistan abgewrackt.
25° 3′ 49″ N, 66° 42′ 41″ O